# 东光站 (成都市)
东光站位于中华人民共和国四川省成都市锦江区，是成都地铁6号线和8号线的一座地下换乘车站，因地处东光街道（现东湖街道）而得名。本站于2020年12月18日随成都地铁6号线、8号线开通而启用。本站在规划阶段曾用名“沙河桥站”。

## 车站结构
本站是一座地下三层岛式站台车站，地下二层为6号线站台、地下三层为8号线站台。两条线路构成T字形节点换乘，6号线站台中部与8号线站台东端设置换乘节点。6号线与8号线亦在本站设置联络线。
|                     |  | 6号线往望丛祠（三官堂） |
| 島式 · 開左邊车门 · |  |                         |
|                     |  | 6号线往望丛祠（琉璃场） |

|                     |  | 8号线往桂龙路（净居寺）   |
| 島式 · 開左邊车门 · |  |                           |
|                     |  | 8号线往桂龙路（东湖公园） |

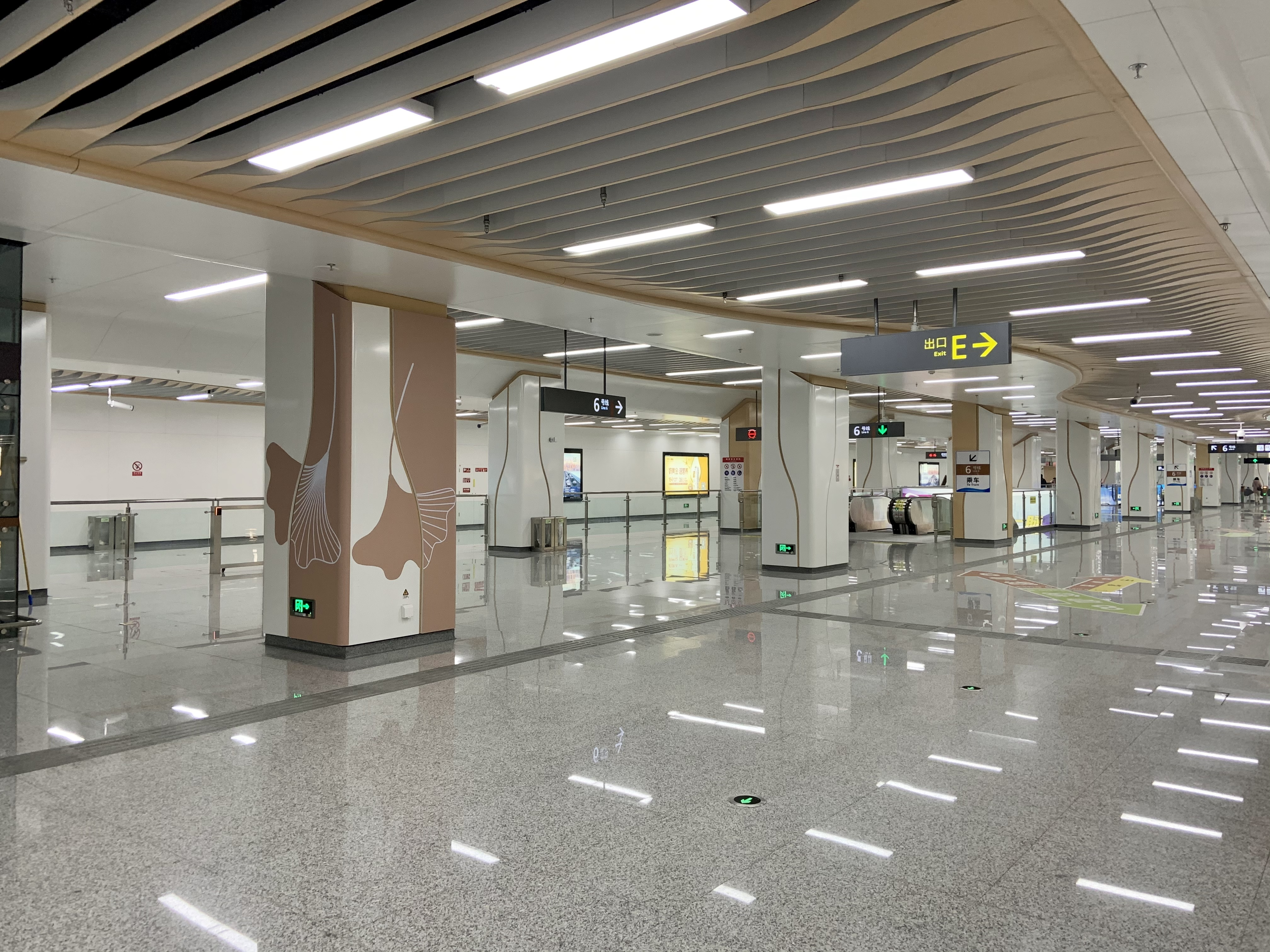
6号线站厅层
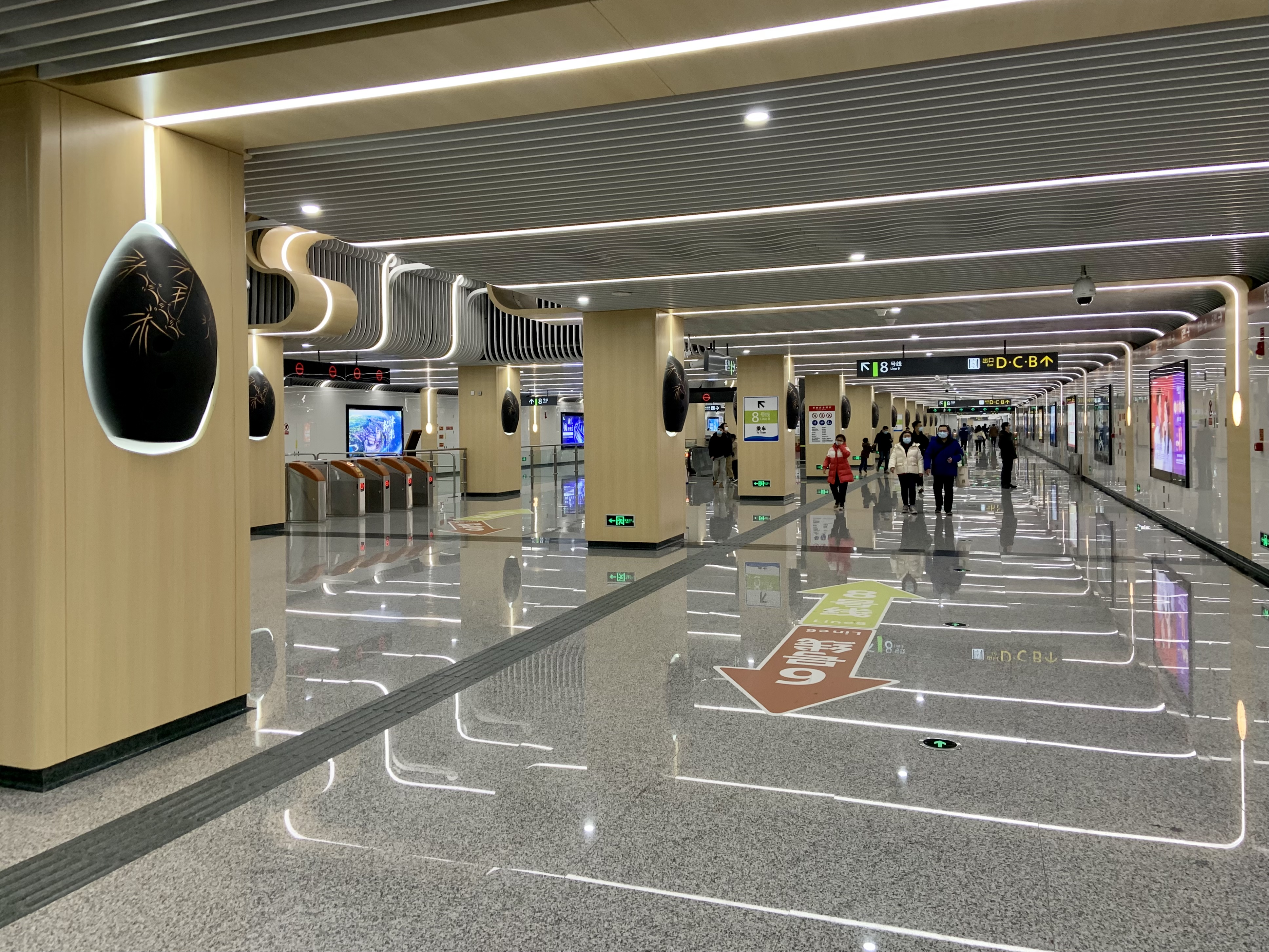
8号线站厅层
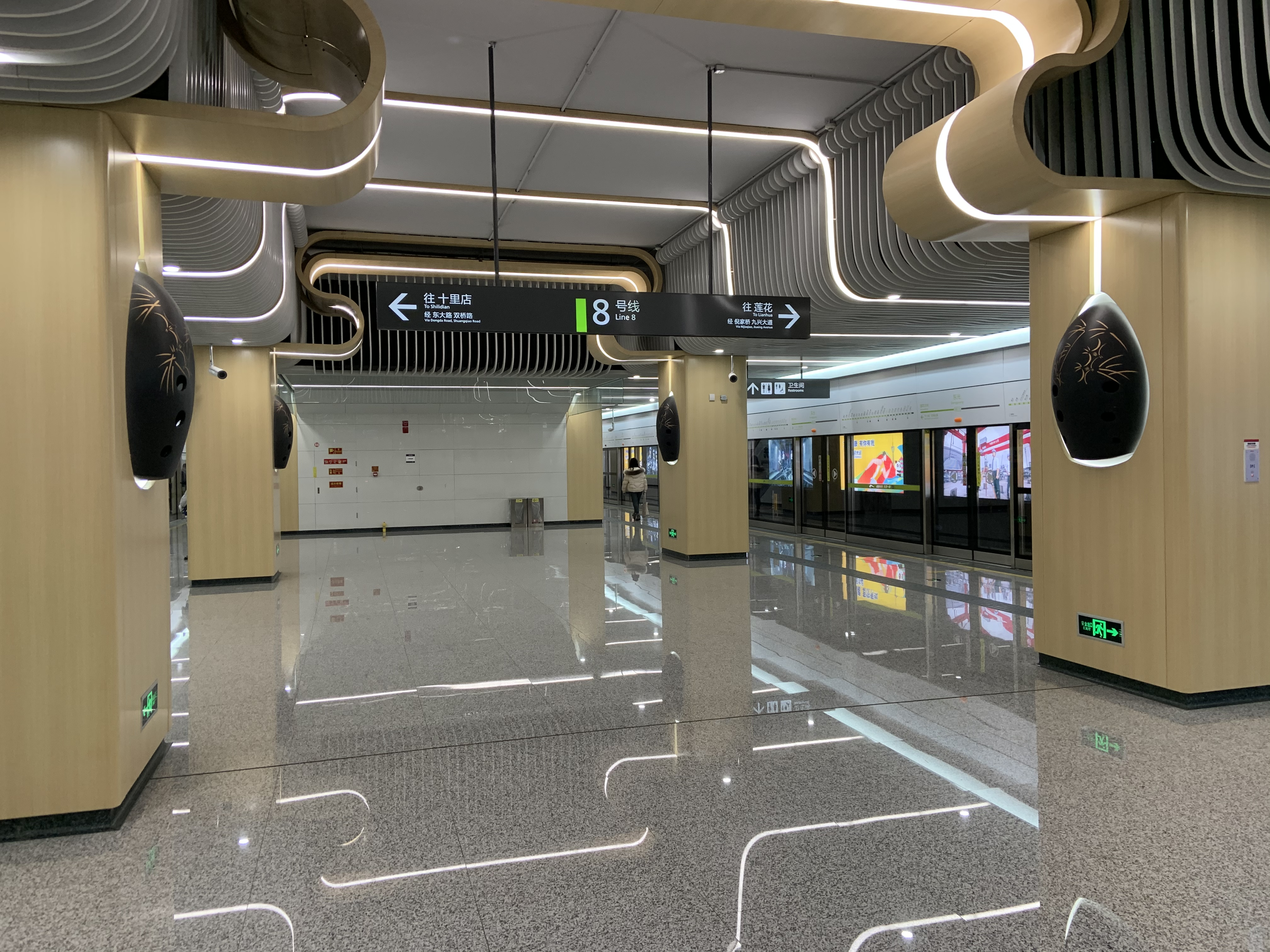
8号线站台层

## 内装与公共艺术
东光站6号线部分为6号线45座一般艺术站之一，8号线部分为8号线20座标准艺术站之一。
本站处于6号线“历史悠久，文化商业活力强盛”的主城区段，故6号线站区采用了以“历史科技华章”为主题的褐色调设计，打造出简洁大气的乘车环境。
本站8号线站区以“传统国韵”为灵感，以中国传统乐器融入站点装修，并结合流线型天花板，打造出文化气息浓厚的乘车环境。

## 出入口
| 编号         | 设施                           | 指示                                   | 照片 |
| ------------ | ------------------------------ | -------------------------------------- | ---- |
|              |                                | 锦华路一段、二环路东五段、琉璃东路     |      |
| 出口 · A · 2 |                                | 锦华路、琉璃东路                       |      |
| 出口 · B     | 无障碍电梯                     | 琉璃东路                               |      |
| 出口 · C     |                                | 琉璃东路、琉璃路、二环路东五段         |      |
| 出口 · D     |                                | 琉璃东路、锦丽路、琉璃横街             |      |
| 出口 · E     |                                | 琉璃东路、锦华路一段、琉璃横街         |      |
| 出口 · F     | 无障碍电梯 无障碍卫生间 哺乳室 | 锦华路一段、琉璃横街                   |      |
| 出口 · G     |                                | 锦华路一段、净居寺西街、东光街、东怡街 |      |
| 出口 · H     |                                | 锦华路一段、净居寺西街、北顺街         |      |